# Кнегсел
Кнегсел (нід. Knegsel) — село в нідерландській провінції Північний Брабант. Входить до муніципалітету Ерсел.
Його площа становить 10,94 км², а населення станом на 2021 рік складало 1 400 осіб.
Перша згадка про населений пункт датується 1281 роком.

## Галерея

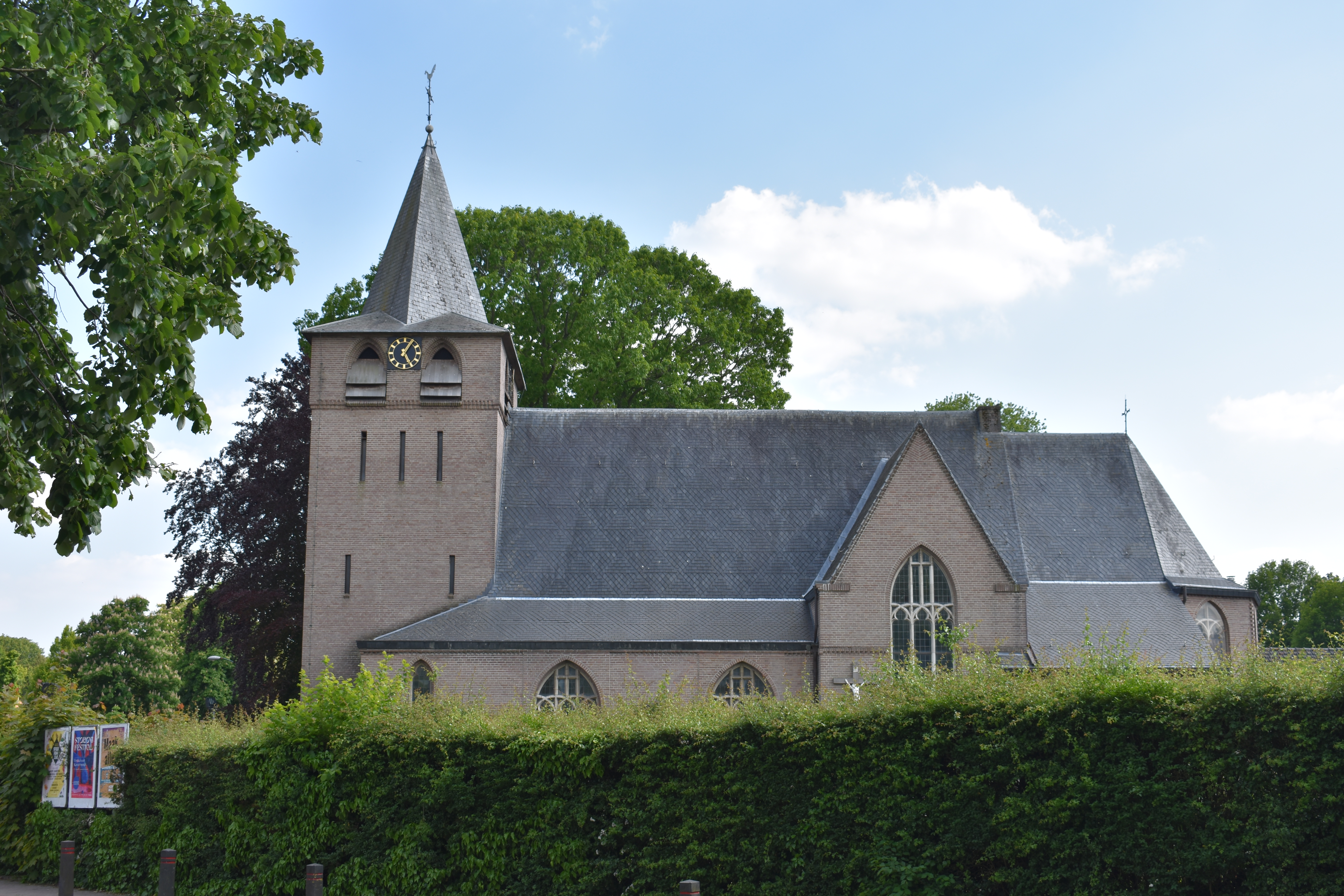
Сільська церква
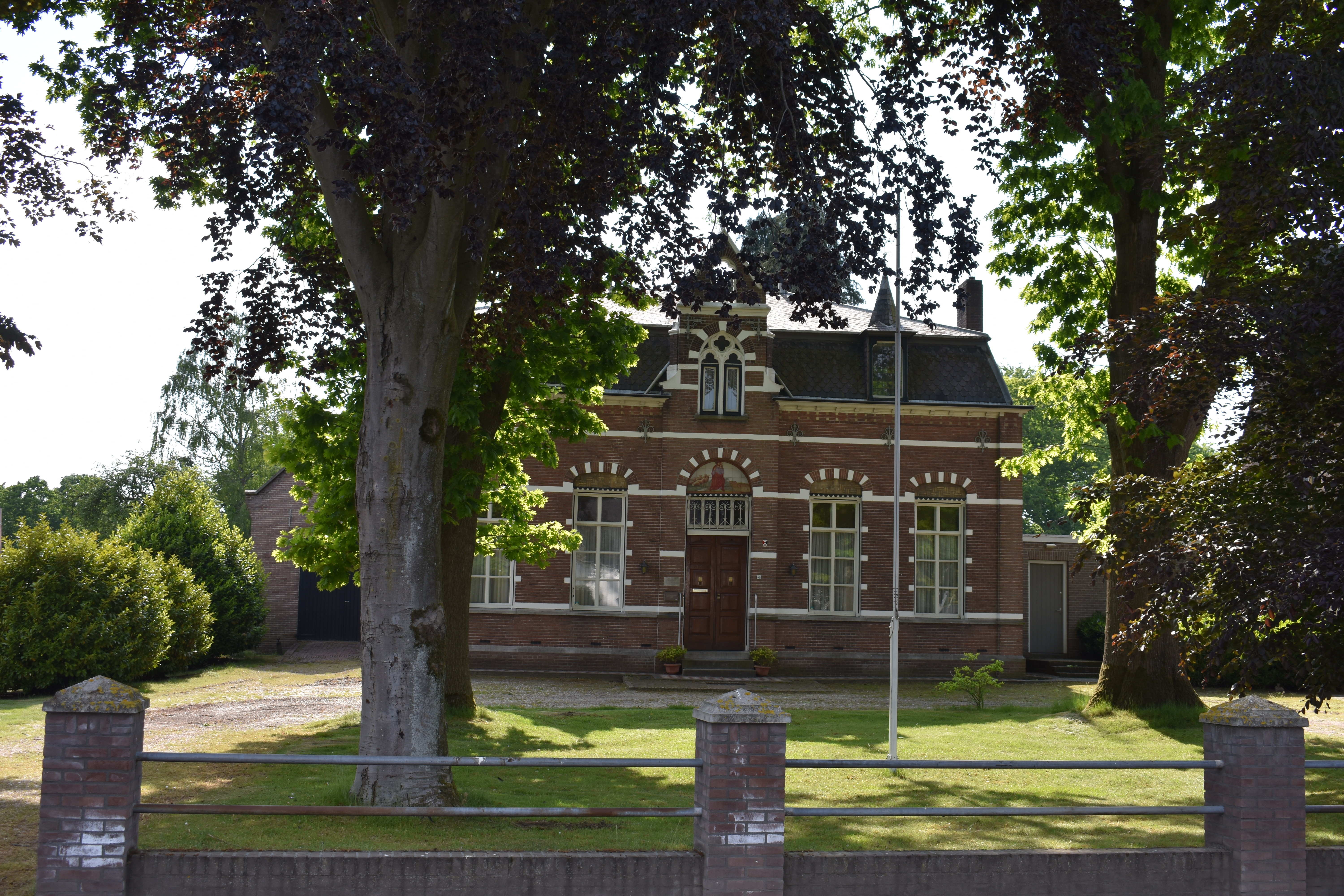
Колишній будинок почту